# إمبراطور الهند
إمبراطور أو إمبراطورة الهند هو لقب أُطلق على الملوك البريطانيون من 1 مايو 1876 إلى 22 يونيو 1948 (بموجب قانون الألقاب الملكية 1876)، واستُخدم للدلالة على حكمهم للهند البريطانية واعتبارهم رؤساء إمبراطوريين للدولة. استُخدمت صورة الإمبراطور أو الإمبراطورة للدلالة على السلطة البريطانية –ظهرت صورة الحاكم البريطاني على العملة وفي المباني الحكومية ومحطات السكك الحديدية والمحاكم والتماثيل، وما إلى ذلك. النشيد الوطني السابق للهند البريطانية هو «فليحفظ الإله الملك» (أو «فليحفظ الإله الملكة»). أدّى الحكام العامين والأمراء والمحافظين والمفوضين في الهند قسم الولاء للإمبراطور أو الإمبراطورة والخلفاء الشرعيين خلال أحداث مختلفة كالدوربار الإمبراطوري.
أُلغي هذا اللقب بتاريخ 22 يونيو 1948، في إطار قانون الاستقلال الهندي عام 1947، والذي أصدر جورج السادس بموجبه مرسومًا ملكيًا يعلن عن ضرورة حذف عبارة «إمبراطور الهند» من أنماط الألقاب ومن الألقاب العرفية. حدث ذلك بعد نحو عام من توليه منصب الرئيس الفخري لدومينيون الهند ودومينيون باكستان المقسم حديثًا والمستقل في عام 1947. أُلغيت الأنظمة الملكية عقب إنشاء جمهورية الهند في عام 1950 وجمهورية باكستان الإسلامية في عام 1956.

## الدور
دستوريًا، يُعتبر الإمبراطور أو الإمبراطورة صاحب السيادة ومصدر السلطات التشريعية والتنفيذية والقضائية في الإمبراطورية الهندية البريطانية. مع ذلك، لم يضطلع الإمبراطور أو الإمبراطورة على نحو مباشر في شؤون الحكومة. عوضًا عن ذلك، أوكل الإمبراطور أو الإمبراطورة مهام السلطات السيادية، إما بموجب قانون أو بموجب اتفاقية، إلى «نائب الملك والحاكم العام»، الذي يعينه الإمبراطور أو الإمبراطورة بناءً على مشورة وزير الخارجية للهند، وزير التاج البريطاني. بالإضافة إلى عمل نائب الملك ممثلًا للسيادة في الهند، كان بحكم منصبه كذلك رئيسًا للمجلس التشريعي الإمبراطوري ومجلسيه: جمعية تشريعية مركزية ومجلس دولة. تألف كلا المجلسين التشريعيين من لجان من عدة مقاطعات ومن العديد من الولايات الأميرية. خضع المجلس التشريعي الإمبراطوري لسيادة البرلمان البريطاني.
اضطلع نائب الملك بممارسة السلطة التنفيذية المتعلقة بأمور الرئاسات والمقاطعات، بينما اضطلع الحكام الهنود بأمور الولايات الأميرية العديدة، بناءً على مشورة حكومة الهند، التي تعمل تحت إشراف مكتب الهند في لندن وتوجيهه ومراقبته. خضعت القوات المسلحة لتصرف نائب الملك كذلك، بما في ذلك الجيش الهندي البريطاني والبحرية الهندية الملكية، بالإضافة إلى الخدمة المدنية الهندية وأجهزة التاج الأخرى وأجهزة المخابرات. مع ذلك، كان الإمبراطور أو الإمبراطورة يتلقى تقارير استخباراتية أجنبية معينة قبل أن نائب الملك.
تولت محاكم التاج الهندية مهمة إدارة السلطة القضائية باسم صاحب السيادة، وتمتعت بموجب القانون باستقلال قضائي عن الحكومة. جرى تشكيل هيئات عامة أخرى مستقلة عن حكومة الهند قانونًا وتفويضها من وقت لآخر، سواء بموجب قانون برلماني أو قانون للمجلس التشريعي الإمبراطوري أو بموجب صك قانوني، كأمر في المجلس أو لجنة ملكية.

## تاريخيًا
بعد خلع إمبراطور المغول الاسمي محمد بهادر شاه ظفر في أعقاب التمرد الهندي عام 1857 (10 مايو 1857 -1 نوفمبر 1858)، قررت حكومة المملكة المتحدة نقل سيطرة الهند البريطانية والولايات الأميرية من شركة الهند الشرقية التجارية إلى التاج، وهو الحدث الذي يُعتبر بداية الراج البريطاني. في 1 يونيو 1874، جرى حل شركة الهند الشرقية رسميًا، وقرر رئيس الوزراء البريطاني، بنيامين دزرائيلي، أن يعرض على الملكة فيكتوريا لقب «إمبراطورة الهند» بعد ذلك بوقت قصير. قبلت فيكتوريا هذا اللقب في 1 مايو 1876. بعد ثمانية أشهر في 1 يناير 1877، عُقد أول حدث دلهي دوربار (الذي مثّل مراسيم تتويج إمبراطوري) على شرف الملكة.
لم تكن فكرة إعلان الملكة فيكتوريا إمبراطورة الهند وليدة اللحظة، إذ اقترح اللورد إلينبورو هذه الفكرة في عام 1843 عندما أصبح الحاكم العام للهند. بحلول عام 1874، أمر اللواء السير هنري بونسونبي، السكرتير الخاص للملكة، بفحص المواثيق الإنجليزية بحثًا عن الألقاب الإمبراطورية، مع ذكر سوابق دقيقة كإدغار وستيفن. شجعت الملكة هذه الخطوة، إذ فاض بها الكيل من مباغتات الجمهوريين، وكانت تميل إلى الديمقراطية، وأدركت أن تأثيرها أصبح قليلًا. اجتمعت عوامل أخرى، أحدها أن الابنة الأولى للملكة فيكتوريا كانت ستفوق والدتها قوة في حال أصبحت إمبراطورة ألمانيا، وذلك بسبب زواجها بفريدريك، الوريث المعتمد للإمبراطورية الألمانية. بحلول يناير 1876، أصبح إصرار الملكة كبيرًا لدرجة أن بنيامين دزرائيلي شعر أنه لم يعد بإمكانه المماطلة. في البداية، اعتمدت فيكتوريا لقب «إمبراطورة بريطانيا العظمى وأيرلندا والهند»، لكن دزرائيلي أقنع الملكة بقصر اللقب على الهند لتجنب إثارة الجدل. لاحقًا، صاغ المستشرق ليتنر لقب قيصر الهند باعتباره اللقب الإمبراطوري الرسمي للعاهل البريطاني في الهند. يعني مصطلح قيصر الهند إمبراطور الهند في اللغة العامية للغات الهندية والأردية. استُمدت كلمة قيصر، التي تعني «إمبراطور»، من اللقب الإمبراطوري الروماني قيصر (باللغتين الفارسية والتركية)، وهي مرتبطة بلقب قيصر الألماني، الذي استُمد من اللاتينية قديمًا.
مع ذلك، رأى الكثير في المملكة المتحدة أن هذا اللقب يشكل تطورًا واضحًا من قانون حكومة الهند لعام 1858، والذي أدى إلى تأسيس الهند البريطانية، الخاضعة لحكم التاج مباشرة. رأى الجمهور أن لقب «الملكة» لم يعد مناسبًا للحاكم الاحتفالي لما يشار إليه غالبًا بشكل غير رسمي باسم الإمبراطورية الهندية. أكد اللقب الجديد على حقيقة أن الدول الأصلية لم تعد مجرد تجمعات بل كيان جماعي.
في 22 يناير 1901، أصبح إدوارد السابع الملك، وواصل التقليد الإمبراطوري الذي وضعته والدته، الملكة فيكتوريا، من خلال تبني لقب إمبراطور الهند. اتبع ثلاثة ملوك بريطانيين نهجه، واستمر العمل باللقب بعد استقلال الهند وباكستان في 15 أغسطس 1947. أُلغي اللقب رسميًا في 22 يونيو 1948 خلال عهد جورج السادس.
جورج الخامس هو أول إمبراطور زار الهند. صُنع التاج الإمبراطوري للهند من أجل حفل التتويج الإمبراطوري لجورج الخامس في دلهي دوربار. يزن التاج 920 غرامًا (2.03 رطل) ومرصع بـ 6170 ماسة و9 أحجار زمرد و4 أحجار ياقوت و4 أحجار ياقوت أزرق. تحتوي مقدمته على زمرد ناعم للغاية يزن 32 قيراطًا (6.4 غرام). كتب الملك في مذكراته أنه كان ثقيلًا وارتداؤه غير مريح: «تعبت بعد ارتداء التاج لمدة 3 ساعات ونصف، ًاصبت بالألم في رأسي بسبب ثقله.»
لم يُلغ لقب «إمبراطور الهند» في اعقاب تحول الهند البريطانية إلى دومينيون الهند (1947-1950) ودومينيون باكستان (1947-1952) بعد الاستقلال في عام 1947. احتفظ جورج السادس باللقب حتى 22 يونيو 1948، وهو تاريخ صدور المرسوم الملكي وفقا للمادة 7 من قانون استقلال الهند لعام 1947، ونصه الآتي: «بموجب هذا المرسوم، تُعطى موافقة برلمان المملكة المتحدة على حذف عبارة إمبراطور الهند من الأنماط والألقاب الملكية، ولهذا الغرض، يصدر الملك إعلانه الملكي هذا مختومًا بالختم العظيم للمملكة». بعد ذلك، بقي جورج السادس يحمل لقب ملك باكستان حتى وفاته في 1952 والهند حتى أصبحت جمهورية الهند في عام 1950.
احتوت العملات البريطانية، بالإضافة إلى عملات الإمبراطورية والكومنولث، على الألقاب المختصرة لإمبراطور الهند، واحتوت لاحقًا على كلمة «إمبراطورة» و«الملك الإمبراطور» باللغة الإنجليزية. ظهر العنوان على العملة المعدنية في المملكة المتحدة طوال عام 1948، وأصدر مرسوم ملكي آخر في 22 ديسمبر بموجب قانون العملة لعام 1870 يقتضي بحذف اللقب المختصر.